# Lijst van voetbalinterlands Colombia - Costa Rica
Deze lijst van voetbalinterlands is een overzicht van alle officiële voetbalwedstrijden tussen de nationale teams van Colombia en Costa Rica. De landen speelden tot op heden veertien keer tegen elkaar. De eerste ontmoeting, een vriendschappelijke wedstrijd, werd gespeeld in Panama-Stad (Panama) op 18 februari 1938. Het laatste duel, een groepswedstrijd tijdens de Copa América 2024, vond plaats op 28 juni 2024 in Glendale (Verenigde Staten).

## Wedstrijden
| №  | Plaats                  | Datum            | Competitie              | Wedstrijd             | Uitslag |
| -- | ----------------------- | ---------------- | ----------------------- | --------------------- | ------- |
| 1  | Panama-Stad             | 18 februari 1938 | Vriendschappelijk       | Colombia – Costa Rica | 1 – 3   |
| 2  | Barranquilla            | 18 december 1946 | Vriendschappelijk       | Colombia – Costa Rica | 4 – 1   |
| 3  | Bogota                  | 1 september 1963 | Vriendschappelijk       | Colombia – Costa Rica | 4 – 5   |
| 4  | Bogota                  | 4 september 1963 | Vriendschappelijk       | Colombia – Costa Rica | 1 – 0   |
| 5  | San José                | 25 juni 1991     | Vriendschappelijk       | Costa Rica – Colombia | 0 – 1   |
| 6  | Medellín                | 31 maart 1993    | Vriendschappelijk       | Colombia – Costa Rica | 4 – 1   |
| 7  | Santa Cruz de la Sierra | 16 juni 1997     | Copa América 1997       | Colombia – Costa Rica | 4 – 1   |
| 8  | San José                | 9 mei 2002       | Vriendschappelijk       | Costa Rica – Colombia | 1 – 2   |
| 9  | Trujillo                | 17 juli 2004     | Copa América 2004       | Colombia – Costa Rica | 2 – 0   |
| 10 | San Salvador de Jujuy   | 2 juli 2011      | Copa América 2011       | Colombia – Costa Rica | 1 – 0   |
| 11 | Buenos Aires            | 6 juni 2015      | Vriendschappelijk       | Colombia – Costa Rica | 1 – 0   |
| 12 | Houston                 | 11 juni 2016     | Copa América Centenario | Colombia – Costa Rica | 2 – 3   |
| 13 | Harrison                | 16 oktober 2018  | Vriendschappelijk       | Costa Rica − Colombia | 1 − 3   |
| 14 | Glendale                | 28 juni 2024     | Copa América 2024       | Colombia − Costa Rica | 3 − 0   |

## Samenvatting
| Competitie        | Totaal gespeeld | Winst Colombia | Gelijk | Winst Costa Rica | Doelsaldo Colombia – Costa Rica |
| ----------------- | --------------- | -------------- | ------ | ---------------- | ------------------------------- |
| Copa América      | 5               | 4              | 0      | 1                | 12 − 4                          |
| Vriendschappelijk | 9               | 7              | 0      | 2                | 21 − 11                         |
| Totaal            | 14              | 11             | 0      | 3                | 33 − 15                         |

Wedstrijden bepaald door strafschoppen worden, in lijn met de FIFA, als een gelijkspel gerekend.

## Details

### Eerste ontmoeting
| Vriendschappelijk (Panama-Stad, Panama, 18 februari 1938): |       |                                                                   |
| Colombia                                                   | 1 – 3 | Costa Rica                                                        |
| Marcos Mejía ??'                                           | goals | ??' Hernán Bolaños ??' Hernán Bolaños ??' (pen.) Alejandro Morera |

### Tweede ontmoeting
| Vriendschappelijk (Barranquilla, Colombia, 18 december 1946):                                  |       |                       |
| Colombia                                                                                       | 4 – 1 | Costa Rica            |
| Luis González Rubio 1' Rigoberto García 35' Rafael Gabino Granados 42' Luis González Rubio 61' | goals | 87' Gonzalo Fernández |

### Vijfde ontmoeting
| Vriendschappelijk (San José, Costa Rica, 25 juni 1991): |              | |
| Costa Rica | 0 – 1        | Colombia |
| | goals        | 28' Antony de Ávila |
| Rolando Villalobos | bondscoach   | Luis Augusto García |
| Pedro Cubillo ??' Floyd Guthrie Róger Flores Austin Berry Javier Delgado Héctor Marchena Ronald González ??' Roy Myers ??' Óscar Ramírez ??' Hernán Medford Benjamin Mayorga ??' | opstellingen | René Higuita Luis Fernando Herrera Andrés Escobar Luis Carlos Perea Diego Osorio Eduardo Pimentel Freddy Rincón ??' Bernardo Redín Carlos Valderrama ??' Antony de Ávila Arnoldo Iguarán |
| Luis Gabelo Conejo ??' Mauricio Montero ??' Ricardo Chacón ??' Kénneth Paniagua ??' Leónidas Flores ??'                                                                          | wissels      | ??' Carlos Estrada ??' Óscar Pareja |
| | rode kaarten | ??' Eduardo Pimentel |
| - Debuut van Diego Osorio en Óscar Pareja voor Colombia. |              | |

### Zesde ontmoeting
| Vriendschappelijk (Medellín, Colombia, 31 maart 1993): |              | |
| Colombia | 4 – 1        | Costa Rica |
| Adolfo Valencia 31' (pen.) Antony de Ávila 37' Adolfo Valencia 53' Víctor Pacheco 75' | goals        | 41' (pen.) Rolando Fonseca |
| Francisco Maturana | bondscoach   | Juan José Gamez |
| José María Pazo 58' Luis Fernando Herrera Luis Carlos Perea Alexis Mendoza Diego Osorio Gabriel Gómez 57' Hernán Gaviria Alexis García 57' Freddy Rincón 57' Antony de Ávila 57' Adolfo Valencia | opstellingen | Erick Lonnis Edwin Barquero Maximilian Peynado 46' Rándall Rowe Rónald González Floyd Guthrie Juan Carlos Arguedas Javier Astúa 69' Michael Myers 65' Rolando Fonseca 65' Rónald Gómez |
| Óscar Cortés 57' Víctor Pacheco 57' José Ricardo Pérez 57' Harold Lozano 57' Óscar Córdoba 58'                                                                                                   | wissels      | 46' Reynaldo Parks 65' Sandro Alfaro 65' Kenneth Paniagua 69' Alexander Gómez |
| - Debuut van keepers Óscar Córdoba en José María Pazo, en Oscar Cortés en Harold Lozano voor Colombia.                                                                                           |              | |

### Zevende ontmoeting
| Copa América 1997 (Santa Cruz de la Sierra, Bolivia, 16 juni 1997): |              | |
| Colombia | 4 – 1        | Costa Rica |
| Neider Morantes 13' Neider Morantes 23' Wilmer Cabrera 61' (pen.) Víctor Aristizábal 78' | goals        | 66' Mauricio Wright |
| Hernán Darío Gómez | bondscoach   | Horacio Cordero |
| Miguel Ángel Calero Iván Córdoba José Santa Jorge Bermúdez John Wilmar Pérez Wilmer Cabrera Luis Antonio Moreno Víctor Pacheco 82' Neider Morantes 82' Víctor Aristizábal Hamilton Ricard 46' | opstellingen | Hermidio Barrantes Ronald González Mauricio Wright Claudio Jara Austin Berry Joaquín Guillén Wilmer López 54' Mauricio Solís 57' Rónald Gómez 63' Jafet Soto Hernán Medford |
| Luis Zuleta 46' Víctor Bonilla 82' Edison Mafla 82' | wissels      | 54' Roy Myers 57' Alan Oviedo 63' Óscar Ramírez |
| Luis Antonio Moreno 62' | gele kaarten | 23' Mauricio Solís 35' Ronald González 42' Jafet Soto 50' Joaquín Guillén                                                                                                   |
| - Debuut van Iván Córdoba (Atletico Nacional) en Luis Zuleta (Union Magdalena) voor Colombia.                                                                                                 |              | |

### Achtste ontmoeting
| Vriendschappelijk (San José, Costa Rica, 9 mei 2002): |              | |
| Costa Rica | 1 – 2        | Colombia |
| Walter Centeno 54' (pen.) | goals        | 39' (pen.) Rafael Castillo 42' Rafael Castillo |
| Alexandre Guimarães | bondscoach   | Reinaldo Rueda |
| Álvaro Mesén 46' Jervis Drummond 46' Luis Marín 69' Gilberto Martínez Daniel Vallejos 46' Rónald Gómez 12' Carlos Castro Rodrigo Cordero 46' Wilmer López 46' Rolando Fonseca Hernán Medford 46' | opstellingen | Diego Gomez Hayder Palacio Arley Dinas Alexander Posada Roberto Carlos Cortés 46' Leonardo Rojano John Jaime Restrepo 74' Jorge Serna Alexander Viveros Juan Carlos Ramírez Rafael Castillo |
| Winston Parks 46' Lester Morgan 46' Mauricio Solís 46' Hárold Wallace 46' Mauricio Wright 46' Wálter Centeno 46' William Sunsing 46' Juan José Rodriguez 46' Reynaldo Parks 69'                  | wissels      | 46' Luis Chará 74' Tressor Moreno |
| | rode kaarten | 54' Juan Carlos Ramírez |
| - Debuut van Hayder Palacio (Atlético Junior) voor Colombia. |              | |

### Negende ontmoeting
| Copa América 2004 (Trujillo, Peru, 17 juli 2004): |              | |
| Colombia | 2 – 0        | Costa Rica |
| Abel Aguilar 41' Tressor Moreno 45+2' (pen.) | goals        | |
| Reinaldo Rueda | bondscoach   | Jorge Luis Pinto |
| Juan Carlos Henao Hayder Palacio Andrés Orozco Andrés González Gustavo Victoria Jairo Patiño 84' Oscar Díaz Abel Aguilar Tressor Moreno Sergio Herrera 74' Elkin Murillo 88' | opstellingen | Ricardo González Alexander Castro Mauricio Wright Luis Marín Leonardo González Cristian Badilla 46' Steven Bryce Douglas Sequeira 55' Carlos Hernández 61' Andy Herrón Alonso Solís |
| Edixon Perea 74' Jhon Viáfara 84' David Ferreira 88' | wissels      | 46' Wálter Centeno 55' Rónald Gómez 61' Álvaro Saborío |

### Tiende ontmoeting
| Copa América 2011 (San Salvador de Jujuy, Argentinië, 2 juli 2011):                                                                                                 |              | |
| Colombia | 1 – 0        | Costa Rica |
| Adrián Ramos 45' | goals        | |
| Hernán Darío Gómez | bondscoach   | Ricardo La Volpe |
| Luis Martínez Mario Yepes Luis Perea Juan Camilo Zúñiga Gustavo Bolívar Pablo Armero Abel Aguilar 34' Fredy Guarín Radamel Falcao 77' Dayro Moreno 70' Adrián Ramos | opstellingen | Leonel Moreira Francisco Calvo Johnny Acosta José Salvatierra Heiner Mora 72' Diego Madrigal Óscar Duarte Pedro Leal 74' David Guzmán Randall Brenes 46' Joel Campbell |
| Hugo Rodallega 34' Teófilo Gutiérrez 70' Elkin Soto 77' | wissels      | 46' César Elizondo 72' Josué Martínez 74' José Miguel Cubero |
| Fredy Guarín 54' Juan Zúñiga 55' | gele kaarten | 15' Diego Madrigal 21' David Guzmán 24' Francisco Calvo |
| | rode kaarten | 28' Randall Brenes |

### Elfde ontmoeting
| Vriendschappelijk (Buenos Aires, Argentinië, 6 juni 2015): |              | |
| Colombia | 1 – 0        | Costa Rica |
| Radamel Falcao 47' | goals        | |
| José Pékerman | bondscoach   | Paulo Wanchope |
| David Ospina Juan Cuadrado 77' Cristián Zapata Jeison Murillo 46' Darwin Andrade Juan Camilo Zúñiga 46' Edwin Valencia 46' Carlos Sánchez James Rodríguez Jackson Martínez 63' Radamel Falcao 63' | opstellingen | Esteban Alvarado 86' Cristian Gamboa 78' Júnior Díaz Keyner Brown Michael Umaña José Miguel Cubero 63' Celso Borges Deyver Vega 67' Jonathan Moya 68' Jonathan McDonald 58' Bryan Ruiz |
| Pedro Franco 46' Carlos Valdés 46' Alexander Mejía 46' Teófilo Gutiérrez 63' Carlos Bacca 63' Edwin Cardona 77'                                                                                   | wissels      | 58' Johan Venegas 78' Francisco Calvo 63' David Guzmán 67' Elías Aguilar 68' Joel Campbell 86' Dave Myrie                                                                              |
| Carlos Sánchez 30' Juan Cuadrado 38' | gele kaarten | 38' Michael Umaña |

### Twaalfde ontmoeting
| Copa América Centenario (Houston, Verenigde Staten, 11 juni 2016): |              | |
| Colombia | 2 – 3        | Costa Rica |
| Frank Fabra 7' Marlos Moreno 73' | goals        | 2' Johan Venegas 34' (e.d.) Frank Fabra 58' Celso Borges |
| José Pékerman | bondscoach   | Óscar Antonio Ramírez |
| Róbinson Zapata Stefan Medina Yerry Mina Felipe Aguilar 66' Frank Fabra Guillermo Celis Carlos Sánchez Sebastián Pérez 46' Roger Martínez Dayro Moreno 46' Marlos Moreno | opstellingen | Patrick Pemberton Johnny Acosta Francisco Calvo 46' José Salvatierra Kendall Waston 78' Celso Borges Cristian Bolaños Randall Azofeifa Ronald Matarrita 79' Bryan Ruiz Johan Venegas |
| Edwin Cardona 46' James Rodríguez 46' Juan Cuadrado 66' | wissels      | 46' Bryan Oviedo 78' Yeltsin Tejeda 79' Joel Campbell |
| Roger Martínez 42' | gele kaarten | 44' Randall Azofeifa 83' Patrick Pemberton 88' Kendall Waston 90' Joel Campbell |

Colfútbol · A-internationals · Selecties · Statistieken · Bondscoaches · Colombiaans vrouwenelftal · Olympisch elftal · Colombia U20 · Colombia U17
1938 – 1949 ·
1950 – 1959 ·
1960 – 1969 ·
1970 – 1979 ·
1980 – 1989 ·
1990 – 1999 ·
2000 – 2009 ·
2010 – 2019 ·
2020 – 2029
WK 1962 · 
WK 1990 · 
WK 1994 · 
WK 1998 · 
WK 2014 · 
WK 2018
OS 1968 · 
OS 1972 · 
OS 1980 · 
OS 1992 · 
OS 2016
1938 · 
1939 · 1940 · 1941 · 1942 · 1943 · 1944 · 
1946 · 
1947 · 
1948 · 
1949 · 
1950 · 1951 · 1952 · 1953 · 1954 · 1955 · 1956 · 
1957 · 
1958 · 1959 · 1960 · 
1961 · 
1962 · 
1963 · 
1964 · 
1965 · 
1966 · 
1967 · 
1968 · 
1969 · 
1970 · 
1971 · 
1972 · 
1973 · 
1974 · 
1975 · 
1976 · 
1977 · 
1978 · 
1979 · 
1980 · 
1981 · 
1982 · 
1983 · 
1984 · 
1985 · 
1986 · 
1987 · 
1988 · 
1989 · 
1990 ·
1991 · 
1992 · 
1993 · 
1994 · 
1995 · 
1996 · 
1997 · 
1998 · 
1999 · 
2000 · 
2001 · 
2002 · 
2003 · 
2004 · 
2005 · 
2006 · 
2007 · 
2008 · 
2009 · 
2010 · 
2011 · 
2012 · 
2013 · 
2014 · 
2015 · 
2016 · 
2017 ·
2018 ·
2019 ·
2020 ·
2021
Algerije ·
Argentinië ·
Australië ·
Bahrein ·
België ·
Bolivia · 
Brazilië ·
Canada ·
Chili ·
China · 
Costa Rica ·
Cuba ·
DDR ·
Duitsland ·
Ecuador ·
Egypte ·
El Salvador ·
Engeland ·
Finland ·
Frankrijk ·
Griekenland ·
Guatemala · 
Haïti ·
Honduras ·
Hongarije ·
Hongkong ·
Ierland ·
Irak ·
Israël ·
Ivoorkust ·
Jamaica ·
Japan ·
Joegoslavië ·
Jordanië ·
Kameroen ·
Koeweit · 
Liberia · 
Marokko ·
Mexico ·
Montenegro ·
Nederland ·
Nederlandse Antillen ·
Nicaragua ·
Nieuw-Zeeland · 
Nigeria ·
Noord-Ierland ·
Noorwegen ·
Panama ·
Paraguay ·
Peru ·
Polen ·
Puerto Rico ·
Qatar ·
Roemenië ·
Saoedi-Arabië ·
Schotland ·
Senegal ·
Servië ·
Slovenië ·
Slowakije ·
Sovjet-Unie ·
Spanje ·
Trinidad en Tobago ·
Tsjecho-Slowakije ·
Tunesië · 
Turkije · 
Uruguay ·
Venezuela ·
Verenigde Arabische Emiraten · 
Verenigde Staten ·
Zuid-Afrika ·
Zuid-Korea ·
Zweden ·
Zwitserland
Brazilië (2014) ·
Engeland (2018) ·
Griekenland (2014) ·
Ivoorkust (2014) ·
Japan (2014) ·
Japan (2018) ·
Polen (2018) ·
Senegal (2018) ·
Uruguay (2014)
FEDEFUTBOL · A-internationals · Selecties · Bondscoaches · Costa Ricaans vrouwenelftal · Costa Rica U21 · Costa Rica U20 · Costa Rica U19 · Costa Rica U18 · Costa Rica U17
1920 – 1949 ·
1950 – 1969 ·
1970 – 1979 ·
1980 – 1989 ·
1990 – 1999 ·
2000 – 2009 ·
2010 – 2019 ·
2020 − 2029
Copa América 1997 · 
Copa América 2001 · 
Copa América 2004 · 
Copa América 2011 · 
Copa América 2016
WK 1990 · 
WK 2002 · 
WK 2006 · 
WK 2014 · 
WK 2018
OS 1980 · 
OS 1984 · 
OS 2004
1921 · 
1922–1929 · 
1930 · 
1931–1934 · 
1935 · 
1936–1937 · 
1938 · 
1939 · 
1940 · 
1941 · 
1942 · 
1943 · 
1944–1945 · 
1946 · 
1947 · 
1948 · 
1949 · 
1950 · 
1951 · 
1952 · 
1953 · 
1954 · 
1955 · 
1956 · 
1957 · 
1958 · 
1959 · 
1960 · 
1961 · 
1962 · 
1963 · 
1964 · 
1965 · 
1966 · 
1967 · 
1968 · 
1969 · 
1970 · 
1971 · 
1972 · 
1973 · 
1974–1975 · 
1976 · 
1977–1978 · 
1979 · 
1980 · 
1981–1982 · 
1983 · 
1984 · 
1985 · 
1986 · 
1987 · 
1988 · 
1989 · 
1990 · 
1991 · 
1992 · 
1993 · 
1994 · 
1995 · 
1996 · 
1997 · 
1998 · 
1999 · 
2000 · 
2001 · 
2002 · 
2003 · 
2004 · 
2005 · 
2006 · 
2007 · 
2008 · 
2009 · 
2010 · 
2011 · 
2012 · 
2013 · 
2014 · 
2015 · 
2016 · 
2017 ·
2018 ·
2019 ·
2020 ·
2021 ·
2022 ·
2023 ·
2024
Argentinië ·
Aruba ·
Australië ·
Barbados ·
België ·
Belize ·
Bermuda ·
Bolivia ·
Bosnië en Herzegovina ·
Brazilië ·
Canada ·
Chili ·
China ·
Colombia ·
Cuba ·
Curaçao ·
Dominicaanse Republiek ·
Duitsland ·
Ecuador ·
El Salvador ·
Engeland ·
Finland ·
Frankrijk ·
Grenada ·
Griekenland ·
Guatemala ·
Guyana ·
Haïti ·
Honduras ·
Hongarije ·
Ierland ·
Iran ·
Italië ·
Jamaica ·
Japan ·
Joegoslavië ·
Kameroen ·
Marokko ·
Mexico ·
Nederland ·
Nederlandse Antillen ·
Nicaragua ·
Nieuw-Zeeland ·
Nigeria ·
Noord-Ierland ·
Noorwegen ·
Oekraïne ·
Oezbekistan ·
Oman ·
Oostenrijk ·
Panama ·
Paraguay ·
Peru ·
Polen ·
Puerto Rico ·
Qatar ·
Rusland ·
Saint Kitts en Nevis ·
Saint Vincent en de Grenadines ·
Saoedi-Arabië ·
Schotland ·
Servië ·
Slowakije ·
Sovjet-Unie ·
Spanje ·
Suriname ·
Trinidad en Tobago ·
Tsjechië ·
Tsjecho-Slowakije ·
Tunesië ·
Turkije ·
Uruguay ·
Venezuela ·
Verenigde Arabische Emiraten ·
Verenigde Staten ·
Wales ·
Zuid-Afrika ·
Zuid-Korea ·
Zweden ·
Zwitserland
Brazilië (2018) ·
China (2002) · 
Duitsland (2006) · 
Ecuador (2006) · 
Engeland (2014) · 
Griekenland (2014) · 
Italië (2014) ·
Nederland (2014) · 
Polen (2006) · 
Servië (2018) ·
Spanje (2022) ·
Turkije (2002) · 
Uruguay (2014) ·
Zwitserland (2018)